# Харьковский бронетанковый завод
Харьковский бронетанковый завод (укр. Харківський бронетанковий завод) — государственное предприятие бронетанковой промышленности Украины, которое осуществляет производство, ремонт, техническое обслуживание, переоборудование и модернизацию бронетехники.

## История
После провозглашения независимости Украины 115-й танкоремонтный завод Министерства обороны СССР был передан в ведение министерства обороны Украины и получил новое наименование: «Харьковский ремонтно-механический завод» (в/ч А-1569).
В 1998 году завод был внесён в перечень предприятий военно-промышленного комплекса Украины, освобождённых от уплаты земельного налога (размер заводской территории составлял 56,79 га).
8 декабря 2006 года Кабинет министров Украины принял постановление № 1696, в соответствии с которым завод был исключён из перечня предприятий, имеющих стратегическое значение для экономики и безопасности Украины.
В 2008 году завод имел возможность:
- производить: бронированные ремонтно-эвакуационные машины БРЭМ-64; запасные части для танков Т-55, Т-62, Т-64Б, Т-80, Т-80УД; нестандартное оборудование для ремонта танков Т-55, Т-64, Т-72, Т-80; стенды учебного назначения УКС-447А, УДС-447А; ходовые тренажёры ХТВ-64, ХТВ-80; стенды-тренажёры механика-водителя танков Т-64Б, Т-72, Т-80УД; парковое и технологическое оборудование[1]
- модернизировать: танки Т-55 к типу Т-55АГ; танки Т-64Б и Т-64Б1 к типу Т-64БМ2; танки Т-80Б к типу Т-80БВД[1]
- выполнять капитальный ремонт танков Т-64, Т-64А, Т-64Б, Т-64Б1, Т-72, Т-80, Т-80Б, Т-80БВ, Т-80УД; бронированных ремонтно-эвакуационных машин БРЭМ-64; инженерных машин ПТС-2, ПТС-М, ПММ-2; двигателей 5ТДФ, 6ТД, ГТД-1000[1]
- оказывать услуги военно-технического назначения: обучать технологиям ремонта танков Т-64Б и Т-80УД; командировать бригады специалистов по ремонту танков[1]

Позднее, завод был переименован в «Харьковский бронетанковый ремонтный завод».

В 2009—2010 годах на заводе был построен пожарный танк ГПМ-64.

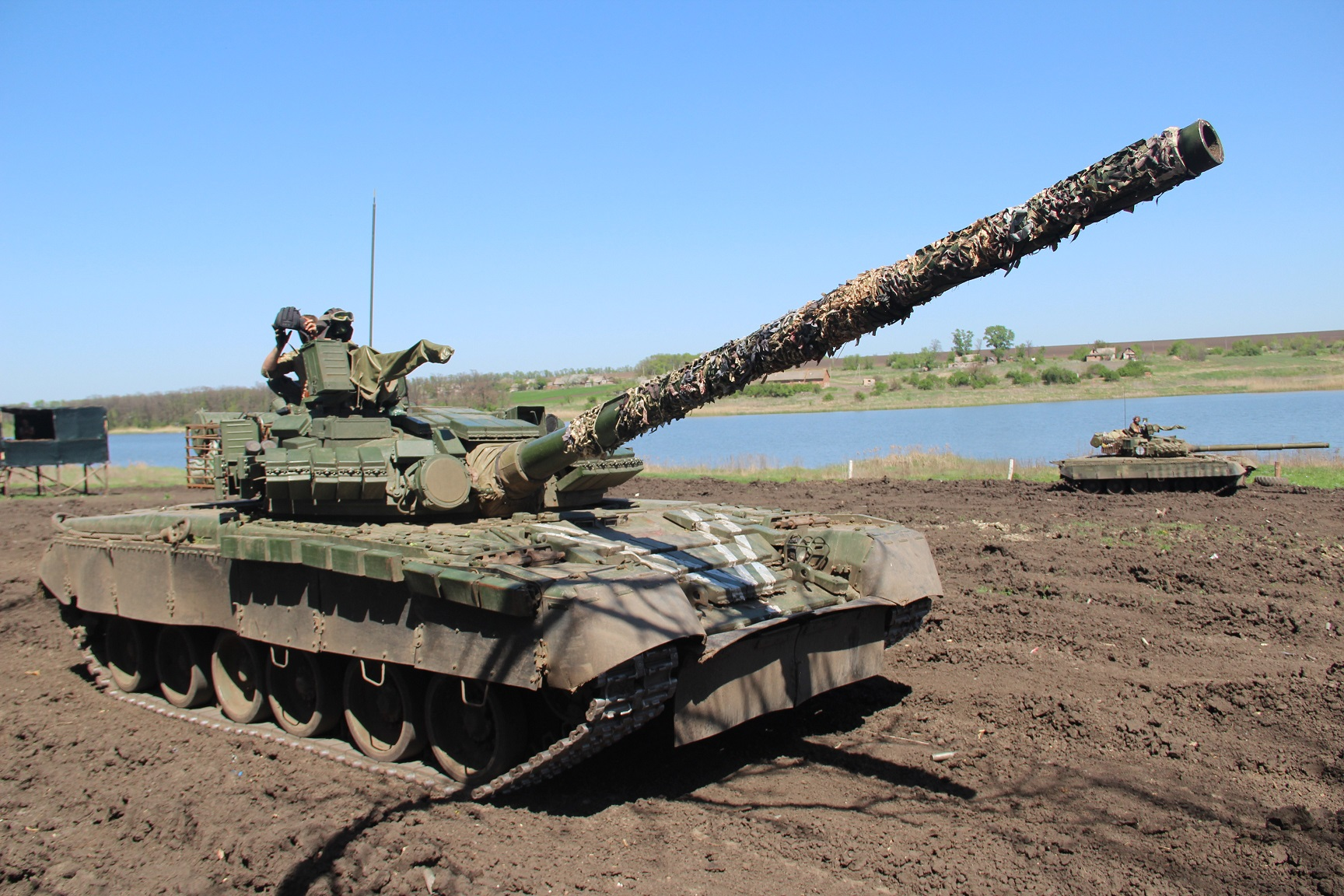
Танк Т-80БВ

После создания в декабре 2010 года государственного концерна «Укроборонпром», завод был включён в состав концерна. В дальнейшем, «Харьковский бронетанковый ремонтный завод» был переименован в «Харьковский бронетанковый завод».

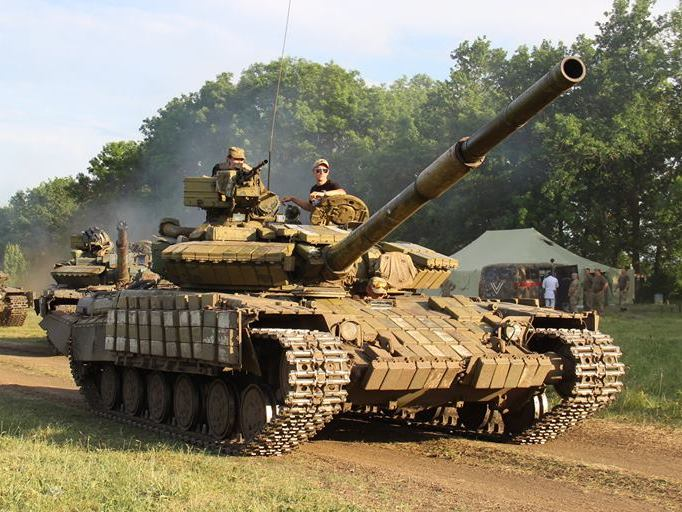
Танк Т-64БВ

Весной 2011 года завод участвовал в испытаниях модернизированного варианта танкового двигателя 5ТД.
В феврале 2012 года завод представил демонстрационный образец машины пехоты БМПВ-64. Весной 2012 года завод выполнил работы по реставрации двух харьковских памятников (танка Mk.V и танка Т-34).
4 декабря 2012 года завод снял с баланса один не подлежащий восстановлению танк Т-64А и передал его 92-й отдельной механизированной бригаде (5 декабря 2012 года он был установлен на постамент в Чугуеве, в качестве памятника воинам-танкистам 75-й Бахмачской гвардейской стрелковой дивизии).
В 2013 году министерство обороны Украины приняло решение о экспорте танков Т-64 из наличия вооружённых сил Украины. В конце 2013 года государственная компания «Укроборонсервис» заключила контракт на поставку 50 модернизированных танков Т-64 в Демократическую Республику Конго. Исполнение ремонтно-восстановительных работ и модернизации было поручено ХБТЗ. Кроме того, сотрудники ХБТЗ обучали конголезских военнослужащих управлению и техническому обслуживанию Т-64 (однако позднее, контракт был расторгнут и 50 танков Т-64Б1М и Т-64БМ1М были переданы Национальной гвардии Украины).
Весной 2014 года завод был привлечён к выполнению военного заказа по восстановлению и ремонту бронетехники вооружённых сил Украины. После начала боевых действий на востоке Украины объём работ по выполнению военного заказа был увеличен.
Летом 2014 года ремонтная бригада из рабочих завода была отправлена в зону боевых действий для ремонта повреждённой бронетехники «на месте», непосредственно в подразделениях. В августе 2014 года завод был обстрелян из огнемёта.
На заводе в сентябре 2014 года хранилось 585 танков, из которых 86 штук — танки последней советской модели Т-80 (а также сотни тонн двигателей, гусениц, траков и коробок передач), но по словам директора завода Николая Белова все эти танки в плохом техническом состоянии, которые постепенно снимают с консервации и возвращают в строй для войны на востоке страны.
В середине ноября 2014 министерство обороны Украины выделило заводу 40,26 млн. гривен на ремонт танков Т-64БМ «Булат». 29 ноября 2014 министерство обороны Украины выделило заводу ещё 21,67 млн гривен на ремонт танков Т-64Б(Б1) для вооружённых сил Украины и их модернизацию до уровня Т-64БВ(Б1В). В декабре 2014 года завод начал работать в ночную смену
- 2 декабря 2014 завод завершил ремонт первой партии танков Т-64[23] (которые были официально переданы в войска 6 декабря 2014 года)[24]
- в конце декабря 2014 года завод передал в войска вторую партию танков Т-64, модернизированных до уровня Т-64Б1 и оснащённых динамической защитой «Контакт»[24]
- 3 марта 2015 завод передал в войска партию отремонтированных танков Т-64Б(Б1), оснащённых динамической защитой «Контакт»[25]
- 29 апреля 2015 завод передал в войска партию отремонтированных танков Т-64Б[26]
- 17 июня 2015 завод передал в войска ещё одну партию танков Т-64, прошедших капитальный ремонт, модернизацию до уровня Т-64Б(Б1) и оснащённых динамической защитой «Контакт»[27]
- в конце июня 2015 года было объявлено о намерении восстановить и передать на вооружение воздушно-десантных войск Украины находившиеся на хранении танки Т-80, причём осуществление ремонта и восстановления танков этого типа было поручено Харьковскому бронетанковому заводу[28]. 13 июля 2015 завод завершил восстановление первых восьми Т-80[29], оснастил их динамической защитой «Контакт»[30][31] и передал в войска[32]. В результате проведённой заводом модернизации, танки Т-80 были модернизированы до уровня Т-80БВ.[33]

Сообщается, что в период с начала боевых действий на востоке Украины до 15 июля 2015 года завод отремонтировал свыше 50 танков. Согласно отчёту ГК «Укроборонпром», в течение 2015 года завод выполнил ремонт и модернизацию свыше 50 танков Т-80БВ и Т-64Б(Б1)В. В первом полугодии 2016 года завод отремонтировал и передал в войска 13 танков Т64БВ и 12 танков Т80БВ. В 2016 году завод отправил на фронт 60 танков, а с января по апрель 2017 года 20 танков.
В 2022 году, в ходе российского вторжения на территорию Украины, Харьковский бронетанковый завод дважды (25 февраля и 2 марта) подвергался атакам со стороны российской артиллерии. 8 июня произошла очередной ракетный обстрел. В следствии обстрелов завод был выведен из строя.